# Xian de Longyao
Le xian de Longyao (隆尧县 ; pinyin : Lóngyáo Xiàn) est un district administratif de la province du Hebei en Chine. Il est placé sous la juridiction de la ville-préfecture de Xingtai.

## Démographie
La population du district était de 464 921 habitants en 1999.